# Halina Korngold
Halina Korn, właściwie Halina Julia Korngold (ur. 22 stycznia 1902 w Warszawie, zm. 2 października 1978 w Londynie) – polska malarka, rzeźbiarka i pisarka, pochodzenia żydowskiego; żona malarza Marka Żuławskiego.

## Życiorys
Ojciec Julian był przedstawicielem zagranicznych firm wyrobów skórzanych. Matka wywodząca się z drobnej burżuazji wychowywała się w małym prowincjonalnym miasteczku koło Lyonu we Francji.
Przed wojną ukończyła studia dziennikarskie w warszawskiej Szkole Nauk Politycznych. Jednocześnie uczyła się śpiewu u prof. Adeli Comte-Wilgockiej i Stanisławy Korwin-Szymanowskiej. W sierpniu 1939 wyjechała do Francji. Tam zastała ją II wojna światowa. W Paryżu otrzymała pracę stenotypistki w Ministerstwie Opieki Społecznej przy Rządzie Rzeczypospolitej Polskiej na uchodźstwie, z którym następnie przeniosła się do Angers. Po upadku Francji w maju 1940 przedostała się do Wielkiej Brytanii, gdzie mieszkała do końca życia.
Malować i rzeźbić zaczęła około 1941 (swoje prace podpisywała: Korn). W styczniu 1948 miała swoją pierwszą wystawę indywidualną w londyńskiej Mayor Gallery zatytułowaną „Paintings of London Life”. W latach 50. XX w. pisała recenzje z wystaw i teksty o sztuce dla stacji radiowej BBC. W 1965 z powodu nasilającej się choroby (zaburzenia afektywne dwubiegunowe) została poddana operacji neurologicznej, po której przestała tworzyć. Jest autorką wspomnień Wakacje kończą się we wrześniu opublikowanych w 1983, do których przedmowę napisał Stefan Themerson.
Od początku głównym tematem jej prac było życie codzienne, podpatrzone i uchwycone na londyńskich ulicach oraz człowiek (nie rozumiała i nie lubiła abstrakcji). Malowała świat, który ją otaczał i ludzi: kobiety w pralni mechanicznej, chłopca z połciem mięsa, manekiny sklepowe w oknie wystawowym, węglarzy, kobiety i mężczyzn na ruchomych schodach i w kawiarni. Przedstawiała sceny z parku, gabinetu psychologicznego, pogrzebu, cyrku i barów ze strip-tease’m. Częstym motywem pojawiającym się w jej pracach, zwłaszcza w rzeźbie, było macierzyństwo. Twórczość Haliny Korn zaliczana do kręgu malarstwa naiwnego, niełatwo poddaje się tej klasyfikacji. Pisali o tym m.in.: Ignacy Witz, Feliks Topolski i Aleksander Jackowski w swoim zarysie encyklopedycznym pt. Sztuka zwana naiwną. Wielu krytyków podkreślało jej niezawodne wyczucie kompozycji i formy oraz dużą wrażliwość na kolor.
Miała kilka wystaw indywidualnych: w Londynie, Edynburgu i Nowym Jorku, w tym cykl wystaw w Polsce (Warszawa, Kraków, Gdynia, Katowice). W Anglii wystawiała m.in. z London Group, Royal Academy, Women’s International Art Club. Była członkiem Artists International Association (AIA) i członkiem założycielem Arts Society of Paddington. Prace Haliny Korn znajdują się m.in. w Muzeum Narodowym w Warszawie i Poznaniu, Muzeum Uniwersyteckim w Toruniu, londyńskiej Ben Uri Gallery oraz w wielu kolekcjach prywatnych, w tym w The Anthony Petullo Collection of Self-Taught and Outsider Art.
Została pochowana 6 października na londyńskim cmentarzu Kensal Green.

## Wybrane wystawy
- 1948: Mayor Gallery, Londyn
- 1953: Beaux Arts Gallery, Londyn
- 1960: Gallery One, Londyn
- 1962: Galerie Norval, Nowy Jork
- 1964: Traverse Theatre Gallery, Edynburg
- 1965: New Artists’ Forum, Londyn
- 1967: Towarzystwo Przyjaciół Sztuk Pięknych, Warszawa
- 1981: Camden Arts Centre, Londyn